# Стэннинг, Хизер
Хизер Мэри Стэннинг (англ. Heather Mary Stanning; род. 26 января 1985, Йовил, Сомерсет) — британская гребчиха, выступавшая за сборную Великобритании по академической гребле в период 2007—2016 годов. Двукратная олимпийская чемпионка, дважды чемпионка мира, дважды чемпионка Европы, победительница и призёрка многих регат национального значения.

## Биография
Хизер Стэннинг родилась 26 января 1985 года в городе Йовил графства Сомерсет, Англия. Заниматься академической греблей начала в 2006 году во время учёбы в Университете Бат. Позже училась в Королевской военной академии в Сандхерсте, служила в Королевской артиллерии.
Впервые заявила о себе в гребле на международной арене уже в сезоне 2007 года, когда в распашных безрульных двойках одержала победу на молодёжном мировом первенстве в Глазго. В том же сезоне вошла в основной состав британской национальной сборной и дебютировала в Кубке мира.
В 2009 году на чемпионате Европы в Бресте стартовала в восьмёрках, сумела квалифицироваться лишь в утешительный финал B и расположилась в итоговом протоколе соревнований на седьмой строке.
На чемпионате мира 2010 года в Карапиро стала серебряной призёркой в безрульных двойках, уступив в финале только экипажу из Новой Зеландии.
В 2011 году в безрульных двойках выиграла два этапа Кубка мира, побывала на мировом первенстве в Бледе, откуда привезла награду серебряного достоинства — здесь вновь пропустила вперёд новозеландских спортсменок.
Благодаря череде удачных выступлений удостоилась права защищать честь страны на домашних летних Олимпийских играх 2012 года в Лондоне — вместе с напарницей Хелен Гловер обошла всех своих соперниц в программе распашных безрульных двоек и тем самым завоевала золотую олимпийскую медаль.
После лондонской Олимпиады Стэннинг осталась в гребной команде Великобритании на ещё один олимпийский цикл и продолжила принимать участие в крупнейших международных регатах. Так, в 2014 году в безрульных двойках она одержала победу на двух этапах Кубка мира и на чемпионате мира в Амстердаме.
В 2015 году была лучшей на европейском первенстве в Познани, на двух этапах Кубка мира и на мировом первенстве в Эгбелете.
Выиграв чемпионат Европы 2016 года в Бранденбурге и этап Кубка мира в Познани, благополучно прошла отбор на Олимпийские игры в Рио-де-Жанейро. Здесь совместно с той же Хелен Гловер вновь заняла первое место в безрульных двойках и добавила в послужной список ещё одно олимпийское золото. Вскоре по окончании этого сезона приняла решение завершить спортивную карьеру.
За выдающиеся спортивные достижения награждалась орденом Британской империи в степени кавалера (2013) и офицера (2017).